# Friedrich Spigl
Friedrich Spigl (Viena, 15 de gener de 1860 - ?) fou un pianista i professor de música austríac.
Fill d'un oficial de l'exèrcit, en un principi seguí la carrera militar, però després es dedicà a la música i estudià en el Conservatori de Viena amb Anton Bruckner i Franz Krenn. Des de 1881 fou professor i des de 1914 director de l'Escola Horak de Viena.
Va publicar Der Klavierunterricht in neue, Bahnen galenkt, amb col·laboració d'E. Horak; nombrosos articles de crítica musical, i algunes melodies vocals.